# Web Ontology Language
A Web Ontology Language (OWL) 
segítségével a világháló ontológiáit lehet definiálni és példányosítani.

Az OWL ontológiába beletartozhatnak osztályok kapcsolódó tulajdonságaikkal és példányaikkal  egyetemben. 
Az OWL-t olyan alkalmazások számára tervezték, amelyek az információkat nem csak emberek számára olvasható formába öntik, hanem fel is dolgozzák őket. 
Az XML RDF és az RDF Schema szabványokhoz viszonyítva megkönnyíti a webes tartalmak értelmezését a gépek számára, oly módon, hogy kiegészítő szókincset  tartalmaz formális jelentéstannal  együtt.  
Az OWL a korábbi  OIL és DAML+OIL nyelveken alapszik és ma már W3C ajánlás. 

## Külső hivatkozások
- OWL Web Ontology Language Overview at W3C
- OWL Web Ontology Language Guide at W3C
- OWL Web Ontology Language Reference at W3C
- Visual OWL Visual Modeling Forum page dedicated to graphic notations for OWL.
- Tutorial on OWL at the University of Manchester Computer Science Department
- OWL 1.1 proposal Archiválva 2008. február 16-i dátummal a Wayback Machine-ben
- Introduction to Description Logics DL course by Enrico Franconi, Faculty of Computer Science, Free University of Bolzano, Italy
- Cooperative Ontologies (CO-ODE) web site includes OWL tutorial materials and software.